# Radio Studio 54 Network
Radio Studio 54 Network er en italiensk kommerciel lokalradio. Kanalen har hjemsted i Locri, Calabrien, samt online på nettet.

## Programmerne på Radio Studio 54 Network
- Luciano Procopio
- Rossella Laface
- Enzo DiChiera
- Marika Torcivia
- Demetrio Malgeri
- Franco Siciliano
- Paolo Sia
- Mara Rechichi